# 俄扎乡
俄扎乡，是中华人民共和国云南省红河哈尼族彝族自治州元阳县下辖的一个乡镇级行政单位。

## 行政区划
俄扎乡下辖以下地区：
松树寨村、阿东村、哈脚村、哈播村、勐仲村、三台坡村、普甲村和俄铺村。